# 伊力扎提·艾合买提江
伊力扎提·艾合买提江（維吾爾語：ئىلزات ئەخمەتجان‎，拉丁维文：Ilzat Exmetjan，1975年6月—），男，维吾尔族，中国共产党党员，毕业于中国人民大学人力资源管理专业，中欧国际工商学院EMBA。现任中共新疆维吾尔自治区党委常委、统战部部长。

## 生平
曾任吉通网络通信股份有限公司人力资源部副总经理，中化集团公司石油中心人力资源部副总经理、总经理，中化国际石油公司总经理助理、副总经理，中国对外经济贸易信托有限公司副总经理、党委副书记、纪委书记，中化集团金融事业部副总裁、中国对外经济贸易信托有限公司总经理、党委书记。
2020年4月，任中粮集团有限公司党组成员、副总裁。
2021年10月，任中共新疆维吾尔自治区党委委员、常委，是当时最年轻的省级党委常委。同年11月，当选为新疆维吾尔自治区总工会主席。2023年2月，兼任自治区党委统战部部长。